# Militärschule Okahandja

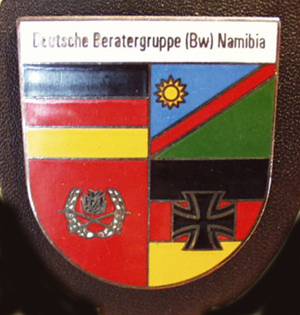
Logo der Beratergruppe der Bundeswehr in Namibia

Die Militärschule Okahandja (englisch Military School Okahandja) ist die größte Militärschule in Namibia. Sie befindet sich unweit südlich von Okahandja auf dem Osona-Stützpunkt. Sie dient heute der grundlegenden und weiterführenden Ausbildung der Einheiten der Namibian Defence Force (NDF).
Die Grundausbildung an der Militärschule Okahandja dauert sechs Monate. Bei der besonderen, vor allem beruflichen Ausbildung erhält die NDF seit 1992 Unterstützung von der Beratergruppe der Bundeswehr. Es werden auch Lehrgänge für Offizieranwärter durchgeführt.
Die Schule wurde 1979 als SWA Military School der South West African Territory Force zu Zeiten der Verwaltung Südwestafrikas durch Südafrika gegründet. 